# Islands U/19-fodboldlandshold
Islands U/19-fodboldlandshold er Islands landshold for fodboldspillere, som er under 19 år og administreres af Knattspyrnusamband Íslands (RFEF).